# Le Lièvre
Le Lièvre (en allemand : Feldhase) est une aquarelle et gouache réalisée en 1502 par l'artiste allemand Albrecht Dürer. Le dessin, effectué en atelier, est reconnu comme un chef-d’œuvre d'observation d'après nature du peintre, à l'égal de la Grande Touffe d'herbes réalisée l'année suivante.

## Description
Le lièvre est traité comme sujet autonome : il est représenté seul, sans décor ni fond, sur une feuille de papier de format presque carré dont il occupe la quasi-totalité de la surface. Il est montré de trois-quarts droit, en position accroupie, selon une diagonale tombante allant de l'angle supérieur gauche vers l'angle inférieur droit. Il dirige son regard dans le prolongement de cette diagonale, dans l'espace situé en avant de la représentation.
Le point de vue adopté par le peintre, devant de son sujet, en légère vue de dessus, permet de représenter l'aspect extérieur de l'animal dans toute sa complexité. Grâce à la précision quasi photographique du dessin, on peut identifier, un spécimen de deux ans environ, à l'âge adulte — contrairement à ce que la traduction du titre dans certaines langues (par exemple l'anglais Young Hare) suppose.
Dürer relève un défi particulièrement difficile, en rendant avec exactitude l'organisation des différentes touffes de poils, ainsi que les multiples nuances de bruns, claires et sombres, du pelage. Dürer a donc dû jouer avec les conventions traditionnelles de représentation des ombres pour souligner le contour de son sujet par une lumière tombante, tout en donnant d'illusion d'une profondeur grâce à l'ombre portée à droite.
L'attitude de l'animal est diversement interprétée. Figuré dans un moment transitoire, il évoque pour certains la tranquillité d'un animal au repos, alors que d'autres l'imaginent, avec ses oreilles dressées, son regard attentif, prêt à bondir pour s'enfuir en avant du dessin.

## Technique
Dürer a d'abord légèrement esquissé les formes (comme en témoignent les traces d'un dessin préparatoire au niveau de l'oreille droite), puis a appliqué une sous-couche brune à l'aquarelle. Grâce à une grande variété de coups de pinceau bruns sombres et clairs, à l'aquarelle et la gouache, il a ensuite patiemment figuré les différentes textures du pelage, des longues touffes soyeuses du ventre et des cuisses jusqu'à celles plus courtes de l'arrière-train. Ensuite ont été individualisés, un à un, les poils blancs du pelage, ainsi que les vibrisses du museau. Le pelage de l'animal adulte a finalement été renforcé par des traits de pinceau noir.
Cette virtuosité technique confère au dessin une précision naturaliste qui fait de Dürer un « pionniers de l'Humanisme et de la Renaissance moderne », mais donne aussi à l'animal une vie, voire « une âme », qui se lit aussi bien dans ses oreilles dressées, comme aux aguets, que dans le détail du reflet blanc figuré sur la pupille.

## Conditions de la réalisation du dessin

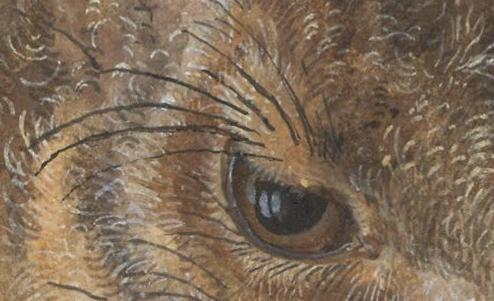
Détail de l'œil du lièvre.

Les conditions dans lesquelles Dürer a pu aussi précisément fixer l'apparence d'un lièvre vivant sur le papier continuent de faire débat.
Le minuscule détail, dans l’œil droit de l'animal, du reflet d'une fenêtre bipartite, a souvent été avancé comme la preuve du fait que Dürer avait copié, dans son atelier, un animal capturé, et maintenu en vie. Il a cependant été fait remarquer que ce genre de détail, introduit en Allemagne par Dürer à l'imitation des peintres flamands et hollandais, revenait dans plusieurs autres de ses œuvres, et avait par conséquent moins valeur de preuve de la réalité objective des conditions de la réalisation du dessin, que d'« effet de réel » relevant d'un procédé pictural, et visant à donner l'illusion de la vie.
Car la nature sauvage du lièvre rend sa domestication pour le moins difficile, et il est tout à fait improbable que Dürer ait pu copier un spécimen vivant dans la pose statique et l'attitude calme figurées sur le dessin. Il aurait donc pu étudier, sur un gibier mort, le pelage, les oreilles et les pattes du lièvre, et reporter le résultat de ses observations sur un lapin domestique vivant, en position accroupie.

## Le motif et la symbolique du lièvre dans l'œuvre de Dürer
La date de « 1502 » ainsi que le monogramme « AD », apposés en évidence sous le dessin par l'artiste lui-même, semblent indiquer qu'il s'agit bel et bien d'une œuvre à part entière, et non d'un simple croquis préparatoire.
Dürer a souvent utilisé ses dessins à l'aquarelle et à la gouache comme études pour des détails destinés à être insérés dans des gravures ou tableaux ultérieurs. Il existe ainsi une feuille de croquis de la main de l'artiste variant les points de vue autour de l'animal, vraisemblablement pour en étudier le mouvement (Études de lièvre, vers 1503, British Museum). Aucune de ses œuvres achevées ne reprend cependant ce dessin précis du Lièvre, et Dürer n'insère l'animal, représenté de façon beaucoup plus modeste, que dans trois autres œuvres, toutes à sujet sacré.
Trois lièvres figurent en effet dès 1498 au premier plan de la gravure sur bois intitulée La Sainte Famille avec trois lièvres. Un lièvre est également présent dans la célèbre eau-forte de 1504 présentant La Chute, à moitié caché derrière les jambes d'Ève, et tournant le dos à cette scène de Péché originel : il correspond étroitement au lièvre de droite de la feuille d'étude du British Museum — puisque l'impression de l'eau-forte a simplement renversé l'image. Enfin, un dessin à la plume daté de 1509, représentant La Sainte Famille dans une galerie, et constituant vraisemblablement l'esquisse d'un projet de tableau, représente deux lièvres parmi des anges musiciens dans l'angle inférieur droit de la composition.

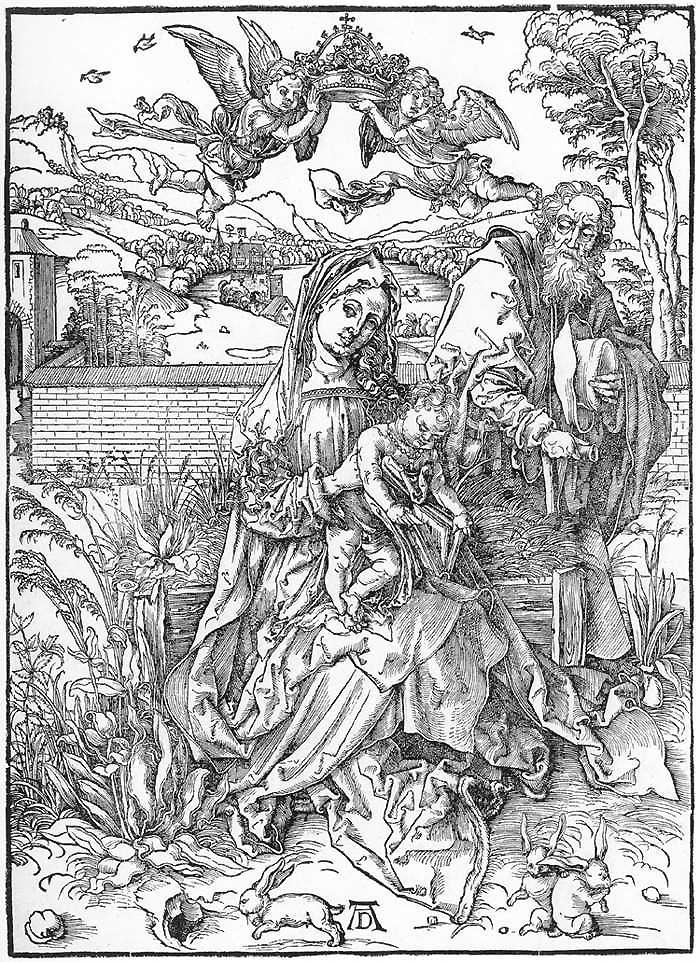
La Sainte Famille avec trois lièvres, 1498, 395 × 285 mm, gravure sur bois.
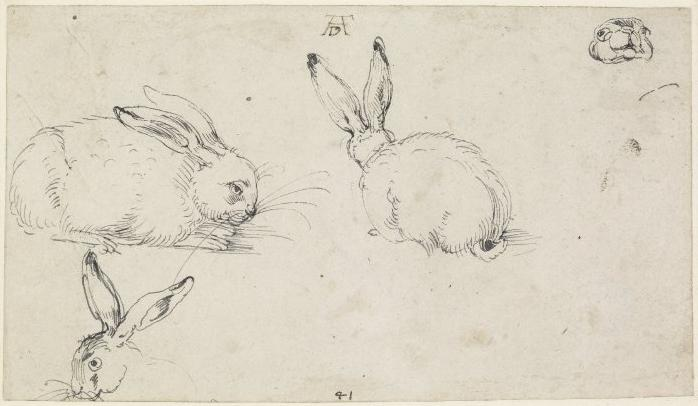
Étude de lièvres, vers 1503, 126 × 220 mm, crayon et encre noire, Londres, British Museum.
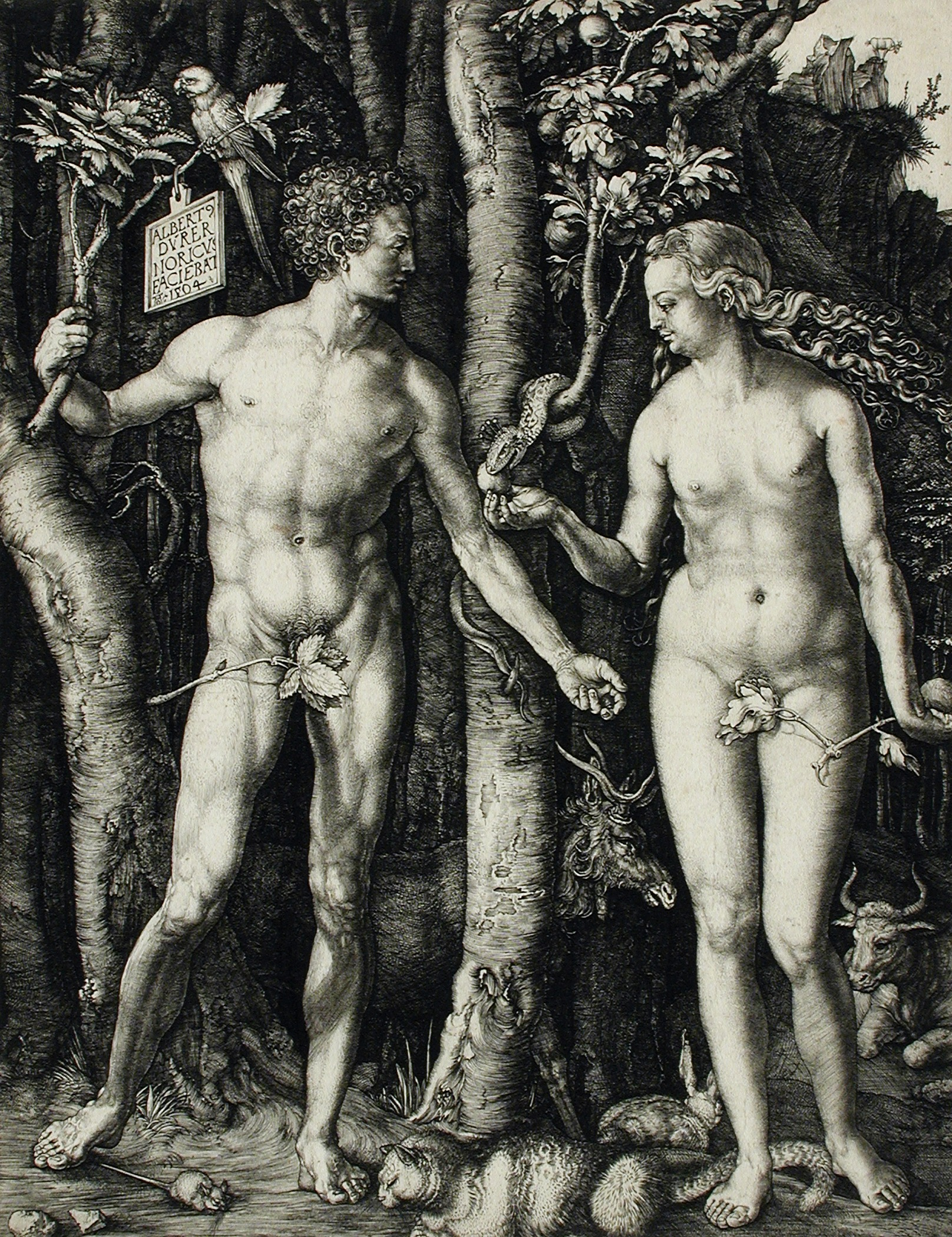
Adam et Ève, 1504, 24,92 × 19,21 cm, Musée d'Art du comté de Los Angeles.
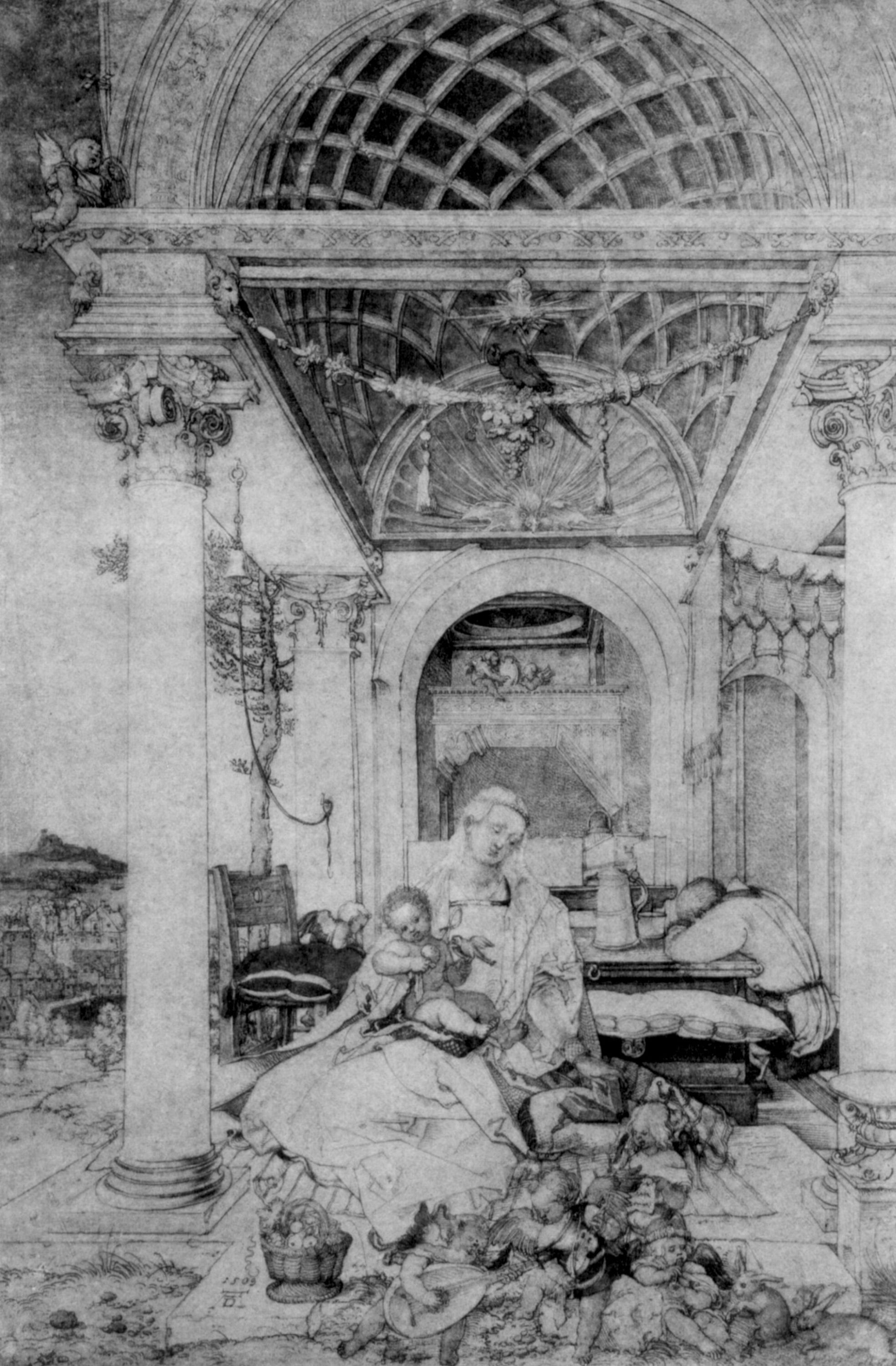
La Sainte Famille dans une galerie, 1509, 42,2 × 28,3 cm, Bâle, Kunstmuseum, Öffentliche Kunstsammlung, Kupferstichkabinett.

La présence de l'animal au sein de compositions d'inspiration chrétienne incite à une lecture symbolique. Pour saint Ambroise en effet, le lièvre variable évoque la Résurrection dans la mesure où son pelage change de couleur entre la saison froide et le retour de la saison chaude, au printemps. Comme attribut de Marie, il renvoie, tout comme le lapin avec lequel il se confond, à la fécondité : c'est en ce sens qu'il est parfois interprété dans La Sainte Famille avec trois lièvres, à moins que la présence de trois lièvres n'évoque plutôt la Sainte Trinité, voire les disciples du Christ. Et dans l'eau-forte de 1504 représentant la Chute, il incarne plutôt, avec l'élan, la vache et le chat, l'un des quatre tempéraments humains de la théorie des humeurs, à savoir, le tempérament sanguin, jovial et chaleureux.

## Historique
Après la mort de l'artiste le 6 avril 1528, le dessin est vendu par ses héritiers au marchand et grand collectionneur de Nuremberg Willibald Imhoff. En 1588, les héritiers de ce dernier le cèdent, avec la centaine d'autres dessins et aquarelles, à l'empereu Rodolphe II, qui l'emmène à Prague. En 1631, l'empereur Ferdinand II transfère la majeure partie de la collection de Rodolphe II du Château de Prague à la Hofburg de Vienne — la préservant ainsi du pillage de la ville par les troupes suédoises lors de la guerre de Trente Ans.
À partir de 1783, le dessin intègre la Bibliothèque impériale, puis est vendu, durant l'été 1796, au duc Albert de Saxe-Teschen, dont les collections sont à la base du musée Albertina. Il figure d'ailleurs dans les collections du musée depuis sa création.
En 2014, le dessin original est, pour la première fois depuis dix ans, de nouveau accroché aux cimaises du musée Albertina à l'occasion de l'exposition « Die Gründung der Albertina. Zwischen Dürer und Napoleon » (« Les origines de l'Albertina : de Dürer à Napoléon »), qui se tient du 14 mars au 29 juin.

## Copies et fortune de l'œuvre
Pas moins de vingt-cinq lièvres, strictement copiés, imités, adaptés, intégrés dans un décor, voire réinterprétés, ont été réalisés à Nuremberg, Prague et Munich à la suite de celui de Dürer, moins d'un siècle après sa mort — la plupart présentant de fausses signatures. L'imitateur le plus prolifique du Lièvre de Dürer reste Hans Hoffmann. Le Musée du Louvre possède également une copie du dessin attribuée à Georg Hoefnagel.

Copies et adaptations de Hans Hoffmann
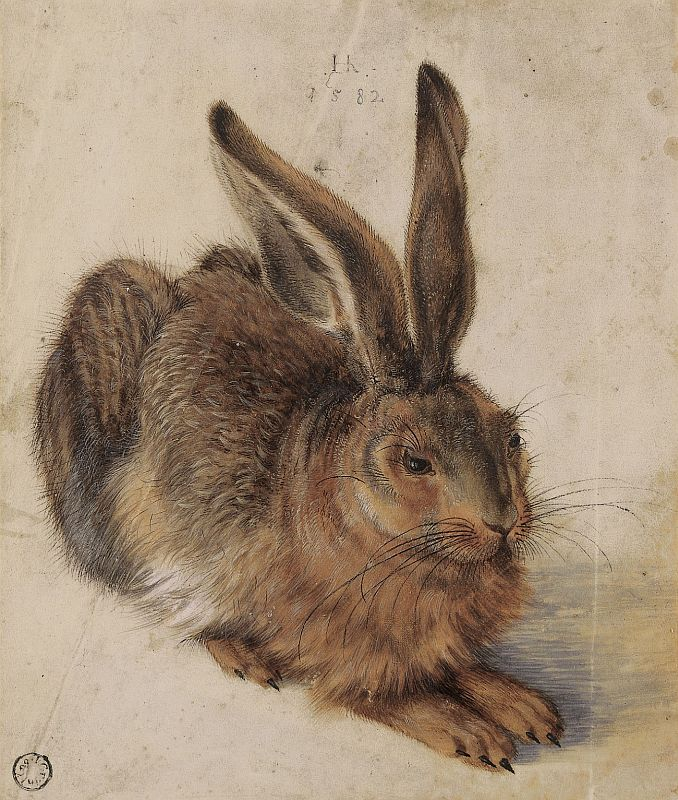
Hans Hoffmann, Lièvre (copié de Dürer), 1582, aquarelle sur papier, 216 × 183 mm, Brême, Galerie Neuse, portant l'inscription « Hh 1582 ».
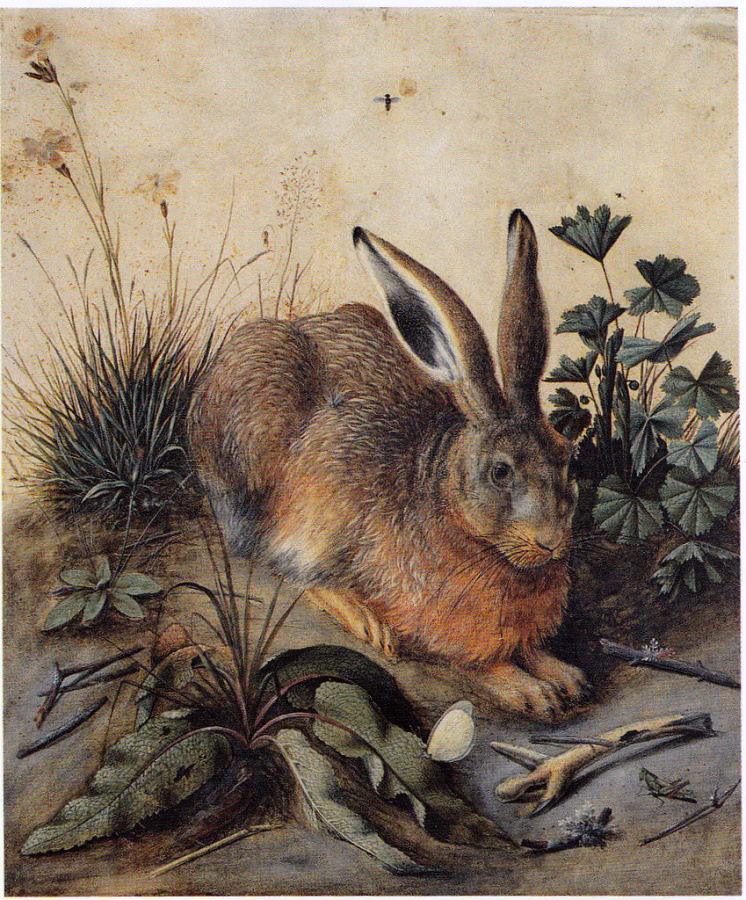
Hans Hoffmann, Lièvre entouré de plantes, 57 × 49 cm, Galerie Corsini, Rome, Galleria Nazionale d'Arte Antica.
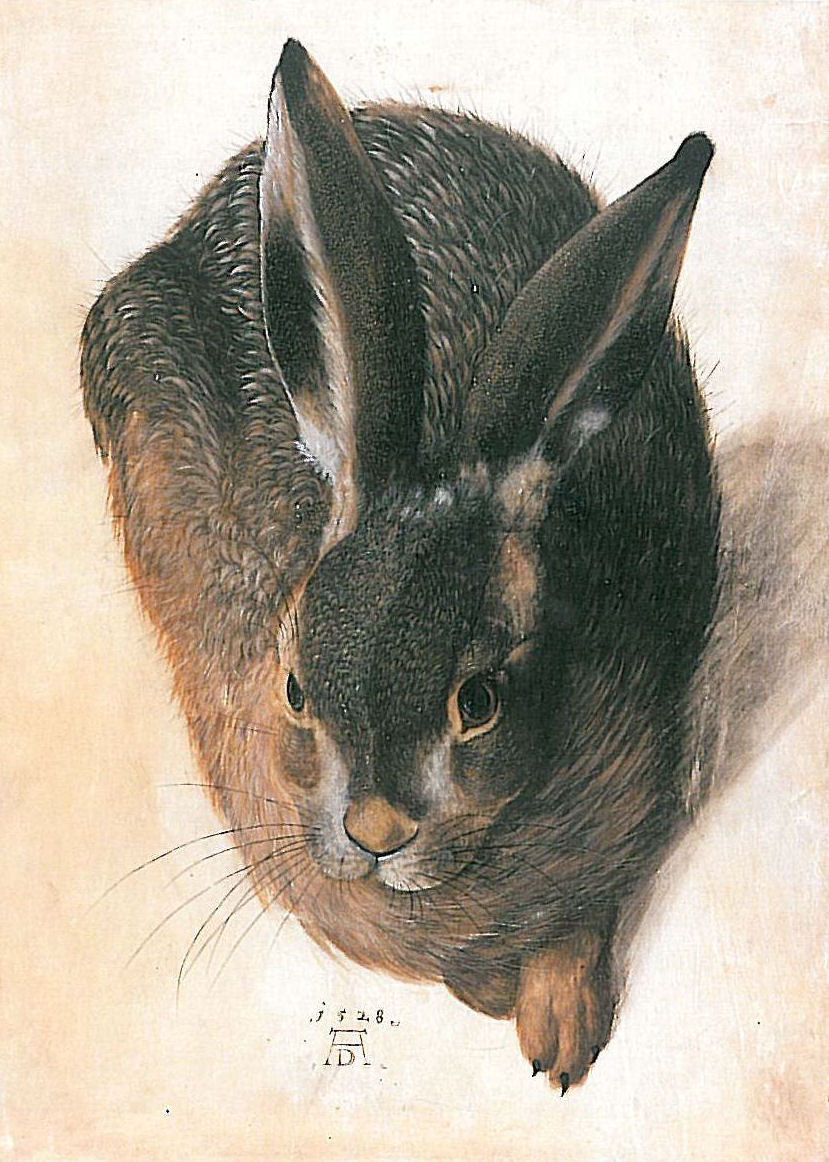
Hans Hoffmann, Lièvre, 1582, aquarelle et gouache sur parchemin, 32,5 × 25,6 cm, Berlin, Gemäldegalerie, librement adapté de Dürer, mais portant le monogramme AD.
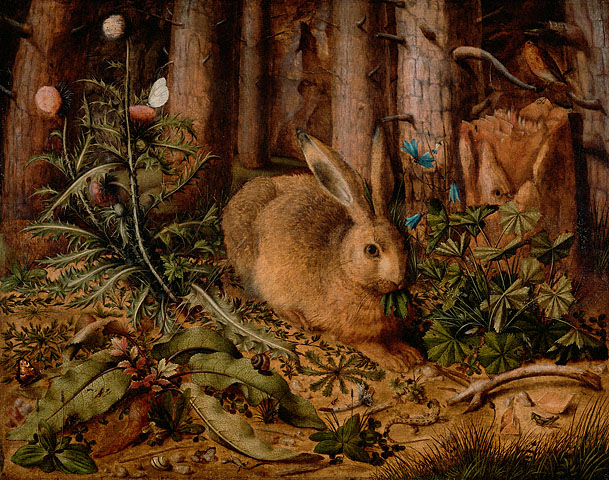
Hans Hoffmann, Lièvre dans la forêt, 62 × 78,2 cm, huile sur panneau de tilleul, Los Angeles, Getty Museum[12].

- Copies et adaptations de Joris (ou Georg ) Hoefnagel

Copies et adaptations de Joris (ou Georg) Hoefnagel
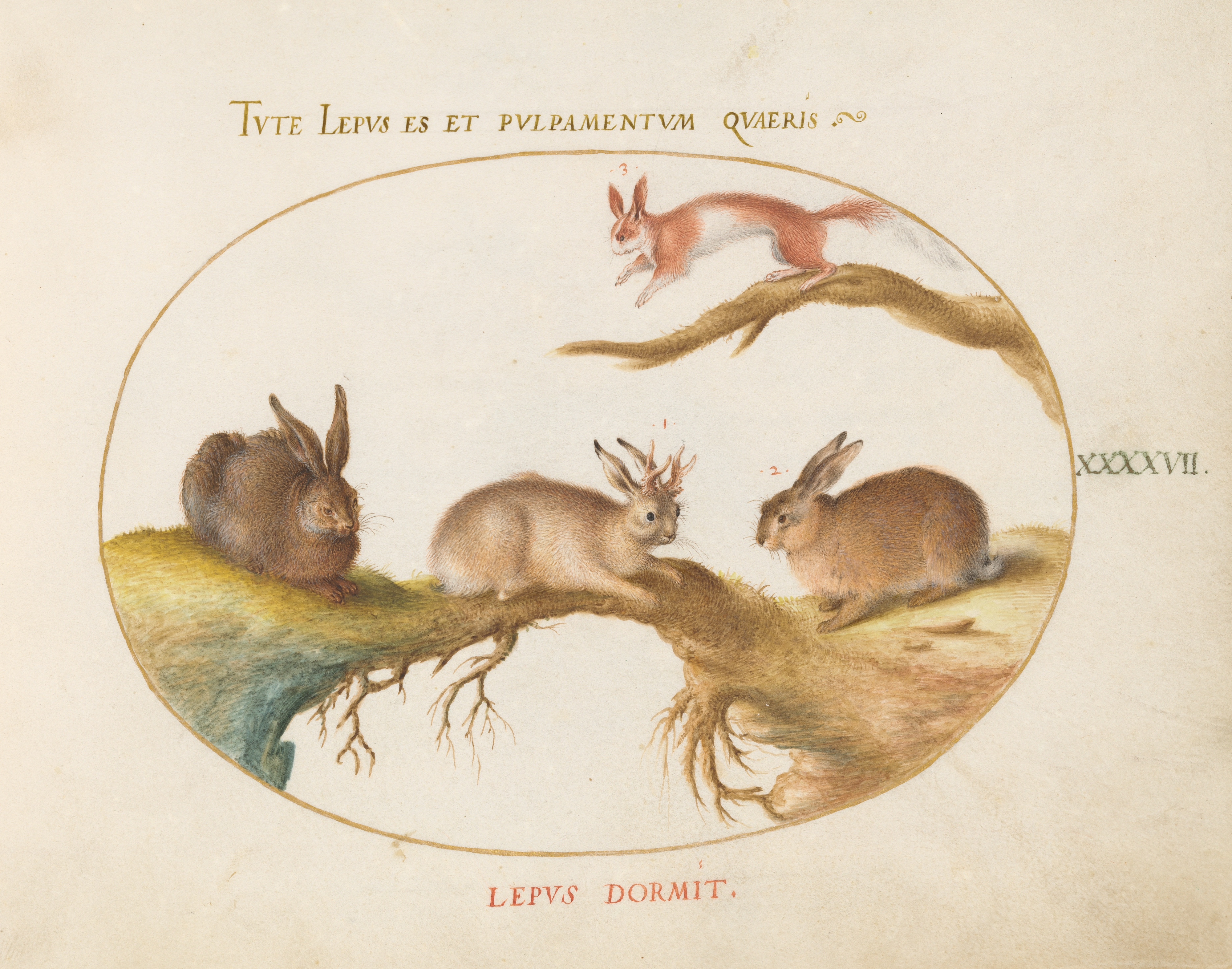
Joris Hoefnagel, Animalia Qvadrvpedia et Reptilia (Terra) (planche XLVII), vers 1575-1580, aquarelle et gouache, avec bordure ovale à l'or, sur vélin, 14,3 × 18,4 cm, Washington, National Gallery of Art[13].
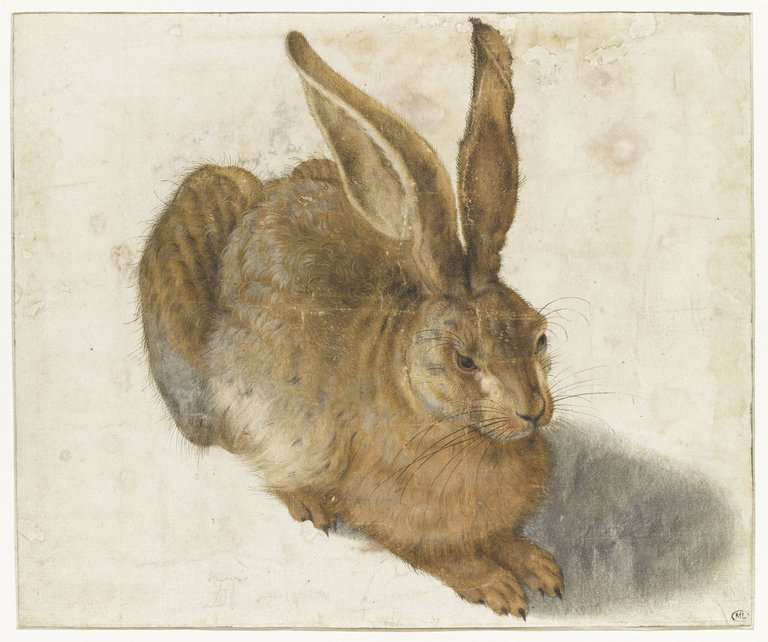
Joris Hoefnagel, Lièvre couché, tourné vers la droite, d'après Dürer, aquarelle et encre noire, 202 × 241 mm, Paris, musée du Louvre, département des arts graphiques.

## Traductions
- (de) Cet article est partiellement ou en totalité issu de l’article de Wikipédia en allemand intitulé « Feldhase (Dürer) » (voir la liste des auteurs).

- (en) Cet article est partiellement ou en totalité issu de l’article de Wikipédia en anglais intitulé « Young Hare » (voir la liste des auteurs).

### SurLe Lièvrede Dürer
- Zoé Blumenfeld, « Les 500 ans du Jeune lièvre », Le Quotidien des Arts,‎ 4 mai 2002 (lire en ligne)
- (de) Elisabeth M. Trux, « Überlegungen zum Feldhasen und anderen Tierstudien Dürers mit einer Datierungsdiskussion », dans K. A. Schröder, M. L. Sternath, Albrecht Dürer, Ostfildern-Ruit, Hatje Cantz Verlag, 2003 (ISBN 3-7757-1330-1), p. 45-55
- (de) Heinz Widauer, « Feldhase », dans K. A. Schröder, M. L. Sternath, Albrecht Dürer, Ostfildern-Ruit, Hatje Cantz Verlag, 2003 (ISBN 3-7757-1330-1), p. 268
- (de) Heinz Widauer, « Feldhase, Inv. 3073 », dans Katalogtext (Albertina Sammlungen Online), 2003 (lire en ligne)
- Victoria Salley (trad. Odile Ménégaux), Dürer : Dessinateur et aquarelliste, Citadelles et Mazenod, 2004, 96 p. (ISBN 978-2-85088-207-4)
- (de) Heinz Widauer, « Feldhase, Inv. 3073 », dans Katalogtext (Albertina Sammlungen Online), 2008 (lire en ligne)
- (de) Christof Metzger, « Wie der Hase in die Albertina kam », dans Catalogue de l'exposition « Die Gründung der Albertina - Zwischen Dürer und Napoleon », musée Albertina, du 14 mars au 29 juin 2014, 2014 (lire en ligne), p. 49-52
- (de) Werner Rosenberger, « Der Hase darf ans Licht », Kurier,‎ 26 février 2014 (lire en ligne)

### Sur les copies duLièvre
- (de) Rose-Maria Gropp, « Ein Hase kommt selten allein », Frankfurter Allgemeine Zeitung,‎ 23 mars 2008 (lire en ligne)
- (de) Christof Metzger, « Zu den Rudolfinischen Kopien des Dürer-Hasen », Sammlungen Online Albertina,‎ 2014 (lire en ligne)
- (en) Andrea Bubenik, Reframing Albrecht Dürer : The Appropriation of Art, 1528-1700, Surrey, Ashgate Publishing, 2013, 268 p. (ISBN 978-1-4094-3847-2, lire en ligne), p. 114-115